# Kamil Rustambeyov
Kamil Rustambeyov (en azéri : Kamil Aslan oğlu Rüstəmbəyov ; né le 7 décembre 1924 à Bakou et mort le 29 janvier 1991 à Bakou, en Azerbaïdjan) est un réalisateur de cinéma et de télévision soviétique et azerbaïdjanais, scénariste.

## Biographie
En 1953, Kamil Aslan oglu Rustambeyov est diplômé de l'Institut de Théâtre de Bakou. Depuis l’inauguration de la télévision de Bakou en 1956, il travaille comme rédacteur en chef étant l'un des premiers créateurs de la télévision azerbaïdjanaise. Plus tard, il devient directeur général du studio de télévision de Bakou (1956-1966), directeur artistique et directeur de la télévision centrale azerbaïdjanaise de l'URSS en 1982-1985. Il crée un certain nombre de programmes intéressants sur la télévision centrale d'Azerbaïdjan de l'URSS.
En 1960, pour la première fois dans l'histoire de la télévision azerbaïdjanaise, il réalise un long métrage basé sur le poème "Aygun" de Samed Vurgun. Tout en travaillant à la télévision, il sort un certain nombre de longs et courts métrages télévisés et documentaires, des ciné-concerts.
En 1966, K. Rustambeyov est invité à un emploi permanent au studio de cinéma Azerbaїdjanfilm''. Il dirige le studio pendant les années 1978-1982.
K. Rustambeyov est le Directeur du Comité d'État pour la télévision et la radiodiffusion d'Azerbaïdjan dans les années 1970. Il est rédacteur en chef de la télévision en 1978.